# Le Poizat-Lalleyriat
Le Poizat-Lalleyriat község Franciaország Auvergne-Rhône-Alpes régiójában, Ain megyében. Új községként 2016. január 1-jén jött létre Lalleyriat és Le Poizat egyesítésével. A két korábbi település delegált község státusszal az új község része lett. Lakosainak száma 740 fő (2022. január 1.).

## Népesség
| Lakosok száma | 712  | 720  | 729  | 735  | 746  | 746  | 740  |
|               | 2016 | 2017 | 2018 | 2019 | 2020 | 2021 | 2022 |